# Férfi 10 méteres szinkronugrás a 2022-es úszó-világbajnokságon
A 2022-es úszó-világbajnokságon a műugrás férfi szinkron 10 méteres versenyszámának selejtezőjét június 28-án délelőtt, a döntőjét pedig kora este rendezték meg a budapesti Duna Arenában.
A versenyt a kínai Lien Csün-csie (Lian Junjie), Jang Hao (Yang Hao) páros – jelentős, több mint negyven pontos előnnyel – nyerte meg. A második helyen a brit Matty Lee, Noah Williams kettős végzett, míg a bronzérmet a kanadaiak, Rylan Wiens és a magyar gyökerekkel rendelkező Nathan Zsombor-Murray vitték haza.

## Versenynaptár
Az időpont(ok) helyi idő szerint olvashatóak (UTC +01:00):
| Dátum                  | Időpont       | Forduló   |
| ---------------------- | ------------- | --------- |
| 2022. június 28., kedd | 10:00 – 11:15 | Selejtező |
| 2022. június 28., kedd | 19:00 – 20:15 | Döntő     |

## Eredmény
Zölddel kiemelve a döntőbe jutottak.
| #   | Versenyző                                        | Ország                   | Selejtező | Selejtező | Döntő  | Döntő   |
| #   | Versenyző                                        | Ország                   | Pontok    | Rangsor   | Pontok | Rangsor |
| --- | ------------------------------------------------ | ------------------------ | --------- | --------- | ------ | ------- |
|     | Lien Csün-csie (Lian Junjie) Jang Hao (Yang Hao) | Kína (CHN)               | 452,25    | 1.        | 467,79 | 1.      |
|     | Matty Lee Noah Williams                          | Egyesült Királyság (GBR) | 379,26    | 3.        | 427,71 | 2.      |
|     | Rylan Wiens Nathan Zsombor-Murray                | Kanada (CAN)             | 377,88    | 4.        | 417,12 | 3.      |
| 4.  | Kirill Boljuh Olekszij Szereda                   | Ukrajna (UKR)            | 393,00    | 2.        | 396,27 | 4.      |
| 5.  | Timo Barthel Jaden Shiloh Eikermann Gregorchuk   | Németország (GER)        | 340,47    | 8.        | 377,37 | 5.      |
| 6.  | Luis Cañabate Álvarez Carlos Ramos Rodríguez     | Kuba (CUB)               | 336,69    | 9.        | 371,01 | 6.      |
| 7.  | Domonic Bedggood Cassiel Rousseau                | Ausztrália (AUS)         | 376,65    | 5.        | 368,10 | 7.      |
| 8.  | Zachary Cooper Maxwell Flory                     | Egyesült Államok (USA)   | 328,38    | 10.       | 358,17 | 8.      |
| 9.  | Kawan Figueredo Pereira Isaac Souza Filho        | Brazília (BRA)           | 354,45    | 7.        | 329,79 | 9.      |
| 10. | Andreas Sargent Larsen Eduard Timbretti Gugiu    | Olaszország (ITA)        | 357,00    | 6.        | 328,95 | 10.     |
| 11. | Hanis Nazirul Jaya Surya Jellson Jabillin        | Malajzia (MAS)           | 311,85    | 12.       | 322,35 | 11.     |
| 12. | Anton Knoll Dariush Lotfi                        | Ausztria (AUT)           | 314,52    | 11.       | 316,20 | 12.     |
|     |                                                  |                          |           |           |        |         |
| 13. | Arno Lee Luke Sipkes                             | Új-Zéland (NZL)          | 257,82    | 13.       |        |         |
| 14. | Botir Khasanov Marsel Zaynetdinov                | Üzbegisztán (UZB)        | 232,89    | 14.       |        |         |